# James Walker (Ingenieur)

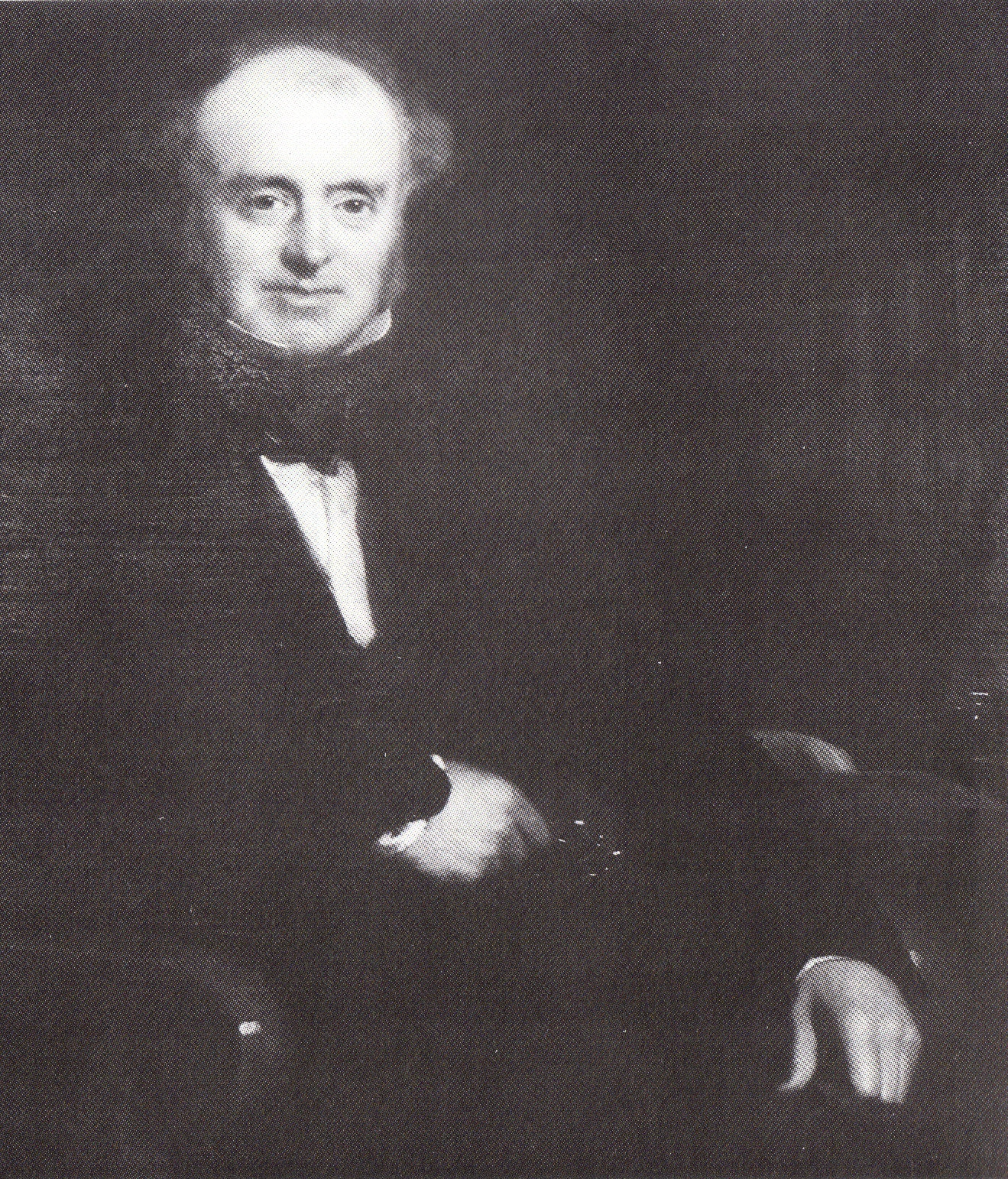
James Walker, um 1850

James Walker (* 14. September 1781 in Falkirk, Schottland; † 8. Oktober 1862 London) war ein einflussreicher schottischer Bauingenieur.

## Leben
James Walker wuchs als ältestes der fünf Kinder von John Walker und dessen Frau Margaret in Law Wynd, Falkirk, auf und wurde an der örtlichen Schule bis 1794 unterrichtet. Er besuchte dann die Universität Glasgow, wo er bis 1799 Latein, Griechisch, Logik, Naturphilosophie und Mathematik studierte. Im Jahr 1800 kam er zu seinem Onkel Ralph Walker nach London, wo sie gemeinsam an der Planung und dem Bau der Londoner Docks West- und Ost-India arbeiteten. Mit 21 Jahren übernahm er seine ersten eigenen Planungsarbeiten. Ab etwa 1810 arbeitete er an den Surrey Commercial Docks, denen er bis zu seinem Tod im Jahr 1862 als Ingenieur treu blieb.
Im Jahr 1821 baute Walker in der Nähe von Newport seinen ersten Leuchtturm, das West Usk Lighthouse (1821–1922), dem noch mehr als zwanzig weitere folgten.
Als Chefingenieur im Trinity House engagierte er sich im Küsten- und Leuchtturmbau.
1857 wurde ihm die Ehrenmitgliedschaft in der Institution of Engineers and Shipbuilders in Scotland (IESIS) verliehen. Er war Mitglied der Institution of Civil Engineers (ICE), deren Präsident er von 1835 bis 1845 war, und ebenso Mitglied der Royal Society of Edinburgh, der Royal Society und der Royal Society of Arts.

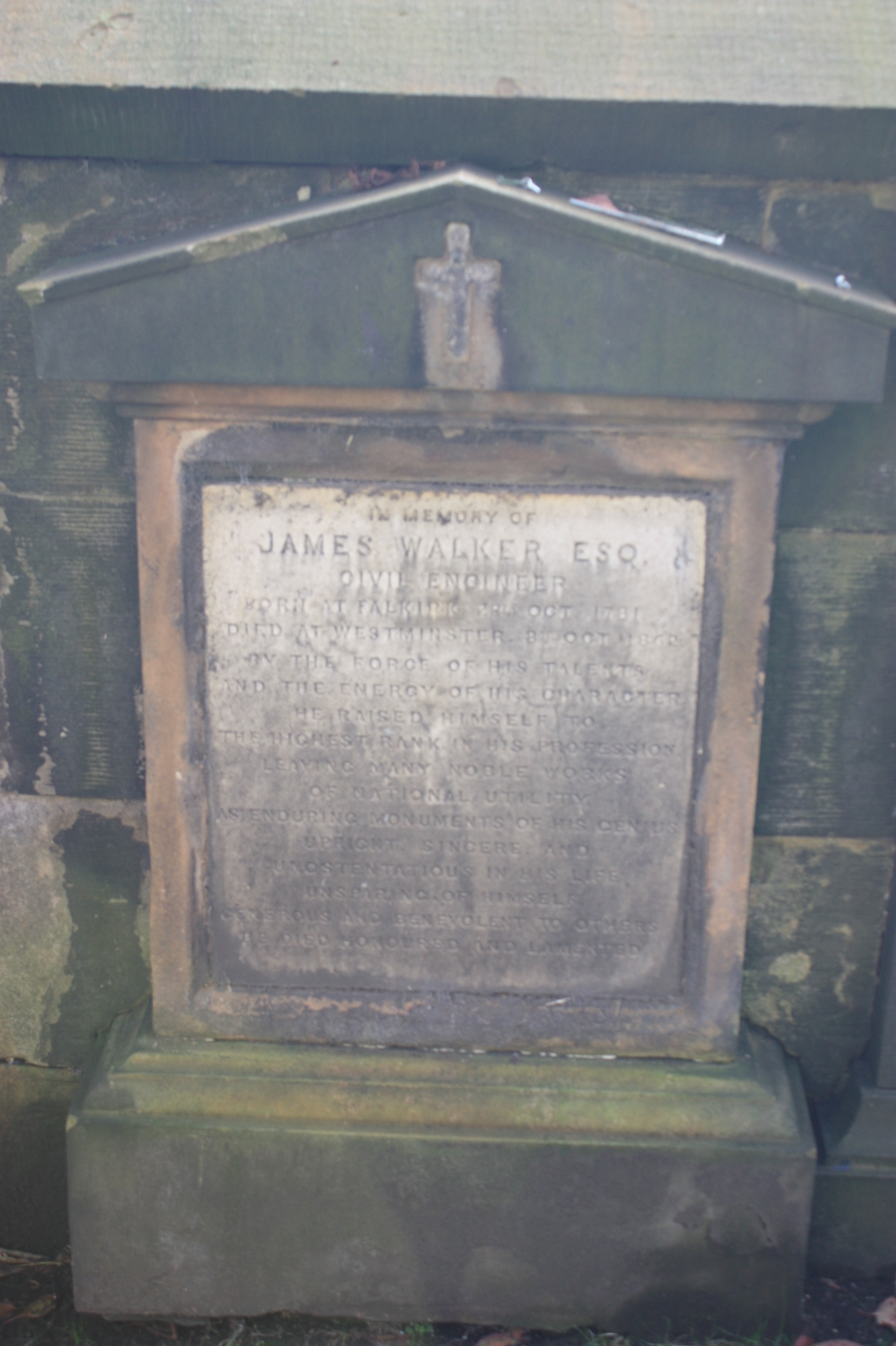
James Walkers Grab, St Johns, Edinburgh

Er starb am 8. Oktober 1862 in Westminster, London und wurde auf dem St. Johns Kirchhof in Edinburgh begraben.

## Maritime Projekte
Walker arbeitete an verschiedenen Ingenieurprojekten, darunter an über 20 Leuchttürmen wie:
- West Usk Lighthouse bei Newport, South Wales (1821)[1]
- Start Point Lighthouse, Devon (1836)
- Maplin Sands Lighthouse (1838)[2]
- South Bishop Lighthouse, Pembrokeshire (1839)[3]
- Wolf Rock Beacon und Lighthouse, Cornwall (1840–1862)
- Coquet Island Lighthouse, Northumberland (1841)
- South Foreland Lighthouse, Wiederaufbau mit schmalerem Turm (1841–1842)
- Trevose Head Lighthouse (1844–1847)
- Gunfleet Lighthouse, bei Frinton-on-Sea, Essex (1850)
- Whitby Lighthouse, Ehemalige Zwillings-Türme Whitby Nord und Whitby Süd, bei Ling Hill, Yorkshire (1857–1858)
- Bishop Rock Lighthouse (1858)
- Needles Lighthouse, Isle of Wight (1859)

## Denkmal
Ein Denkmal für Walker wurde von der Institution of Civil Engineers am Greenland Dock in Auftrag gegeben. Die Büste wurde vom Bildhauer Michael Rizzello (1026–2004) geschaffen und 1990 Position enthüllt.